# Denis Jenkinson

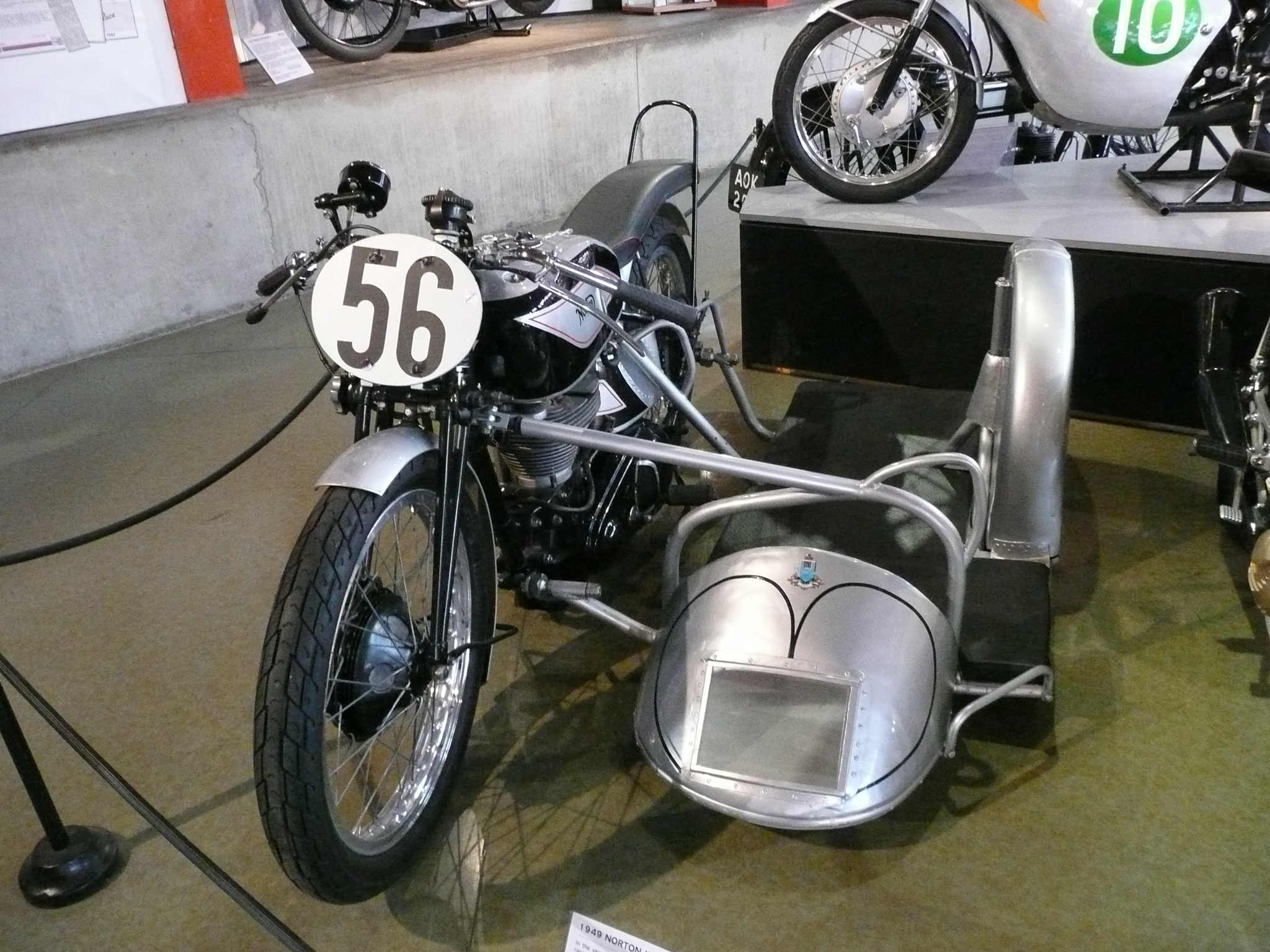
Norton-Watsonian uit 1949

Denis Sargent Jenkinson (11 december 1920 - 29 november 1996) was een auto- en motorsportjournalist maar daarnaast ook auto- en motorcoureur. Als correspondent van het blad "Motor Sport" versloeg hij de Europese Formule 1-wedstrijden.
Jenkinson, die bij zijn lezers bekend was als "Jenks" of "DSJ", studeerde techniek aan de Regent Street Polytechnic toen de Tweede Wereldoorlog uitbrak. Als dienstweigeraar vervulde hij civiele dienstplicht bij het "Royal Aircraft Establishment", een researchinstituut voor de luchtvaart op Farnborough Airport. Hier kwam hij in contact met Bill Boddy, uitgever van het blad "Motor Sport". Dat blad berichtte in 1943 dat D.S. Jenkinson zelf een motorfiets uit Norton-onderdelen had gebouwd.
Na de oorlog ging Jenkinson zowel op twee- als vier wielen racen, maar hij had geen geld om dat regelmatig te doen. Hij vond een oplossing door op te treden als bakkenist van bekende zijspanracers. Daardoor hoefde hij zelf geen geld neer te leggen en door erover te schrijven kon hij zelfs wat bijverdienen. In 1949 werd hij op die manier wereldkampioen samen met Eric Oliver met een 600cc Norton-Watsonian zijspancombinatie. In 1950 werd hij tiende als bakkenist van Marcel Masuy. In 1951 werden ze achtste, in 1952 zesde.
Daarna stopte hij met motorracen om continentaal correspondent van "Motor Sport" te worden. 's Zomers toerde hij langs de circuits. Uiteindelijk betrok hij een vervallen huisje in de buurt van Crondall, verstoken van licht en water en vooral volgestouwd met zijn archieven en onderdelen van motorfietsen. Feitelijk was hij alleen geïnteresseerd in racen. Hij had nauw contact met coureurs en teams en gold onder collega's als autoriteit.
Hij reed én racete graag met Porsches en verzon de term "wischening" (wrijven) voor de manier waarop met snel door een bocht kon gaan met een Porsche 356. Hij kocht een Jaguar E-type als dagelijks vervoer voor zijn werk, maar had thuis ook nog een aantal gammele auto's staan.
Zijn bekendste prestatie in de autosport was zijn optreden als navigator van Stirling Moss in de Mille Miglia van 1955, die ze samen wonnen. Hij schreef er een goed artikel over en ook zijn boek "The Racing Driver" was gebaseerd op zijn ervaringen in de Mille Miglia.
In de jaren vijftig schreef hij een aantal jaren een "Racing Car Review" voor het blad Motor Sport. Hij stopte ermee toen hij merkte dat hij vaak verkeerde gegevens over chassisnummers kreeg van teams. Het waren vaak andere dan die waarmee werkelijk geracet werd. Hij zou zijn integriteit moeten laten varen, maar stopte liever met de productie van de boeken.
In de jaren zestig deed Jenkinson veel voor de promotie van dragraces in het blad Motor Sport. In 1963 reed hij met een Norbsa (een BSA Gold Star 500cc motor in een gemodificeerd en verlaagd Norton frame) tijdens de "Brighton Speed Trials". Hij reed met een Allard Dragster en een Triumph 648cc tijdens het Drag Festival van 1965. Hij bleef altijd enthousiast voor de motorsport en nam tot in de jaren zeventig deel aan heuvelklimwedstrijden en motorsprints met een Tribsa (Triumph motorblok in een BSA frame).
In zijn laatste jaren was hij betrokken bij het Brooklands Museum maar hij deed ook aan het onderzoeken van afgesloten oude schuilkelders. Ondanks zijn hoge leeftijd bleef hij hard werken. In 1996 kreeg hij een aantal beroertes en hij verhuisde naar een tehuis dat gerund werd door het fonds BEN van de motorindustrie. Hij overleed op 29 november 1996.

## Boeken
Een onvolledige lijst van de boeken van en over Denis Jenkinson. Een aantal monografieën voor de Profile Series zijn niet inbegrepen.
- The Racing Driver: The Theory and Practice of Fast Driving (1959)
- Grand Prix Cars (1959)
- A Story of Formula 1 1954-1960 (1960)
- The Maserati 250F (1975)
- The Batsford Guide to Racing Cars (1978)
- Porsche 356: Coupé, Cabriolet, Roadster, Speedster & Carrera (1980)
- Jaguar E Type: 3.8 & 4.2 6-cilinder, 5.3 V12 (1982)
- Porsche: Past and Present (1983)
- From Chain Drive to Turbocharger: The A.F.N. Story (1984)
- Maserati 3011: The story of a racing car (1987)
- Motorcycle road racing: the 1950s in photographs (1989)
- Grand Prix Winners: Motor Racing Heroes since 1950 (1995)
- Jenks: A Passion For Motorsport (1997)
- A Passion for Porsches (2001)